# Rachel Ward
Rachel Claire Ward (ur. 12 września 1957 w Chipping Norton) – angielska aktorka, reżyser i scenarzystka telewizyjna i filmowa, modelka, która karierę zaczęła w Australii. W 2005 została odznaczona Orderem Australii.

## Życiorys
Jest starszą córką Petera Alistaira Warda i Claire Leonory Baring, ma młodszą siostrę Tracey Louise (ur. 22 grudnia 1958). Pochodzi z brytyjskiego arystokratycznego rodu Dudleyów, jej dziadek William Ward był drugim hrabią Dudley, synem Williama Warda. Dorastała w Anglii. Po ukończeniu Byam Shaw School of Art w Londynie, mając szesnaście lat rozpoczęła karierę modelki. Po raz pierwszy wystąpiła na szklanym ekranie w telewizyjnym dramacie NBC Boże Narodzenie polnych lilii (Christmas Lilies of the Field, 1979) u boku Billy’ego Dee Williamsa. Po gościnnym udziale w jednym z odcinków opery mydlanej ABC Dynastia (Dynasty, 1981), zadebiutowała na dużym ekranie w dreszczowcu Szkoła wieczorowa (Night School, 1981). Za postać Dominoe w dramacie kryminalnym Burta Reynoldsa Sprawa Sharky'ego (Sharky's Machine, 1981) zdobyła nominację do nagrody Złotego Globu.
Ogromną popularność oraz nominację do nagrody Złotego Globu przyniosła jej kreacja Meggie Cleary, dla której najważniejszą i najbardziej dramatyczną sprawą staje się romans z księdzem (Richard Chamberlain) w miniserialu ABC Ptaki ciernistych krzewów (The Thorn Birds, 1983). W 1983 roku znalazła się na liście najpiękniejszych kobiet w Stanach Zjednoczonych. W dramacie sensacyjnym noir Przeciw wszystkim (Against All Odds, 1984) u boku Jeffa Bridgesa i Jamesa Woodsa zagrała postać dziewczyny gangstera romansującej z jego kolegą-gwiazdorem amerykańskiego futbolu.
Wystąpiła w niezależnym filmie przygodowym Hotel kolonialny (Hotel Colonial, 1987) z Johnem Savage i Robertem Duvallem, komedii fantasy Jak zrobić karierę w reklamie (How to Get Ahead in Advertising, 1989) z udziałem Terry’ego Jonesa i Seana Beana, dramacie kryminalnym Jamesa Foleya Po zmroku, kochanie (After Dark, My Sweet, 1990) z Jasonem Patrikiem, biograficznym filmie przygodowym Kolumb odkrywca (Christopher Columbus: The Discovery, 1992) jako królowa Izabella oraz adaptacji powieści Jean Rhys Szerokie Morze Sargassowe (Wide Sargasso Sea, 1993) u boku Michaela Yorka.
Kolejną nominację do nagrody Złotego Globu otrzymała za rolę Moiry Davidson w teledramacie sci-fi Hallmark Ostatni brzeg (On the Beach, 2000). W 2000 roku wyreżyserowała film krótkometrażowy Wielki dom (The Big House), do którego napisała scenariusz.

### Rodzina
16 kwietnia 1983 roku poślubiła australijskiego aktora Bryana Browna, którego poznała na planie miniserialu ABC Ptaki ciernistych krzewów (The Thorn Birds, 1983), gdzie zagrał postać Luke’a O’Neilla. Para zagrała razem w dramacie Dobra żona (The Good Wife, 1987) z Samem Neillem, a za tytułową rolę gospodyni domowej Marge Hills odebrała nagrodę na festiwalu filmowym w Tokio. Mają troje dzieci: dwie córki – Rosie (ur. 1984) i Matildę (ur. 1986) oraz syna Joego (ur. 1992).